# إيبك يايلاجي أوغلي
إيبك يايلاجي أوغلي (بالتركية: İpek Yaylacıoğlu)‏ ممثلة تركية ذاع صيتها في العالم العربي بعد قيامها بدور البطولة في «سنوات الضياع» تحت اسم سوزان وهي فتاة تدرس طب وفي النهاية تتزوج من كرم. ولدت إيبيك في إسطنبول بتاريخ 31 يوليو 1984.

## الأفلام والمسلسلات التي شاركت بها
- سنوات الضياع (مسلسل) عام 2008
- سنوات الصفصاف (مسلسل) عام 2009

## وصلات خارجية
- إيبك يايلاجي أوغلي على موقع IMDb (الإنجليزية)
- إيبك يايلاجي أوغلي على موقع قاعدة بيانات الفيلم (الإنجليزية)